# Perspectives in Biology and Medicine
Perspectives in Biology and Medicine es una revista académica fundada en 1957, que publica ensayos que exploran la biología y la medicina en relación con su lugar en la sociedad. Los autores escriben de manera informal, la presentación de sus «perspectivas», como sugiere el título. Los temas tratados son a veces explícitamente científicos, pero también pueden extenderse a las áreas de la filosofía, la historia, la pedagogía y la práctica médica. La revista es una publicación trimestral de la Johns Hopkins University Press. Su editora actual (2024) es Martha Montello (Faculta de Medicina de Harvard) .

## Métricas de revista
2024
- Web of Science Group : 1.41
- Índice h de Google Scholar: 50
- Scopus: 0,94